# Маслов, Константин Васильевич
Константин Васильевич Маслов (май 1892, Местово, Санкт-Петербургская губерния — 4 июня 1938, Москва) — советский военачальник, военный лётчик, участник Первой мировой и Гражданской войн, командующий ВВС Сибирского и Забайкальского военных округов, комдив (1935).

## Биография
Константин Васильевич Маслов родился в мае 1892 года в деревне Местово Гдовского уезда Петербургской губернии в крестьянской семье. Русский.

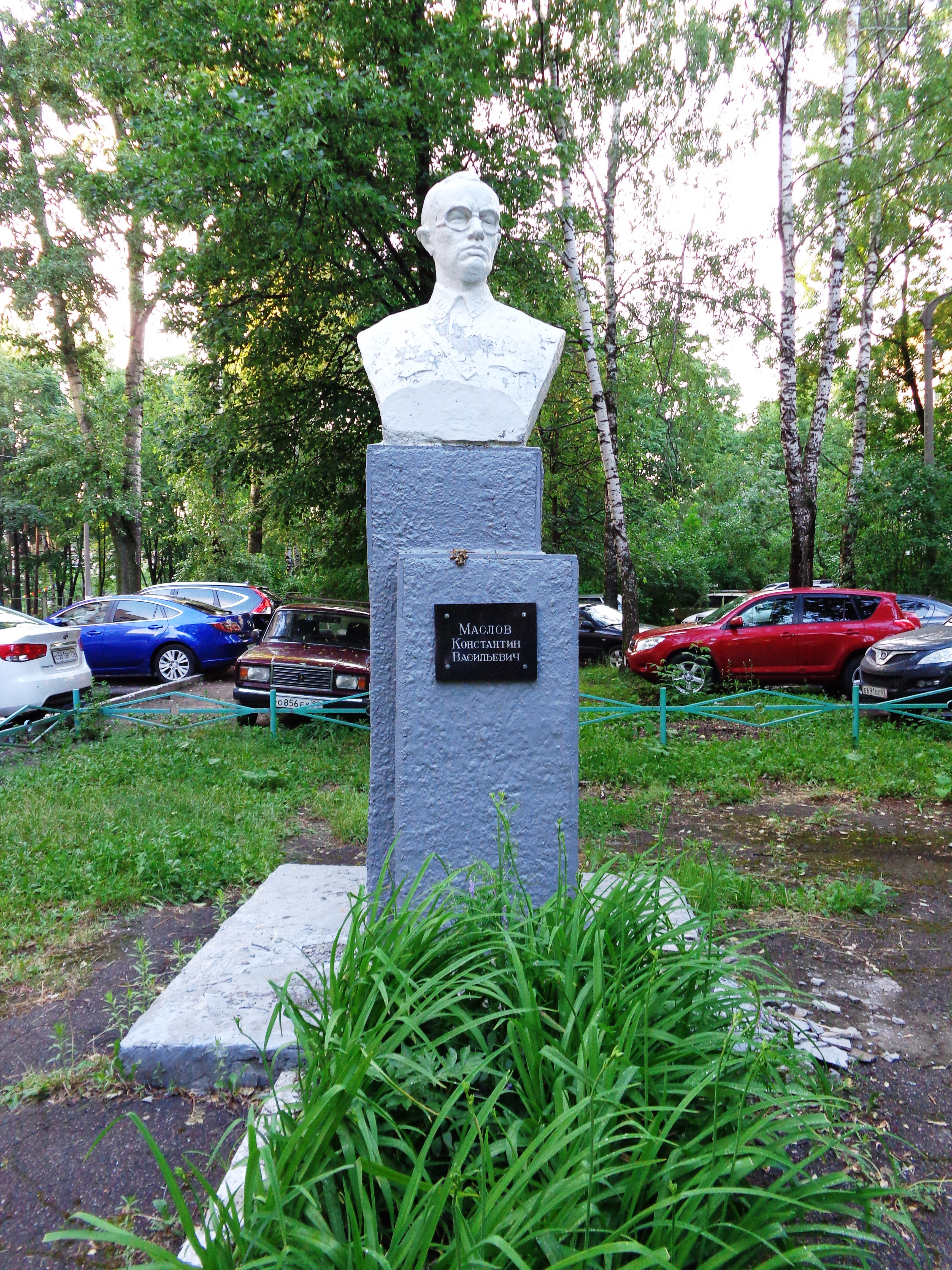
Бюст комдиву Маслову в Монино

Окончил церковно-приходскую школу. С пятнадцати лет стал жить своим трудом. С 1907 по 1914 годы работал на Кремгольмской текстильной фабрике в качестве посыльного мальчика, подручного прядильщика и прядильщика. Экстерном сдал за четыре класса Нарвской гимназии. В 1914 году призван в армию. Служил рядовым солдатом, затем унтер-офицером. Окончил Ораниенбаумскую школу прапорщиков и служил в 149-м Черноморском пехотном полку. Занимал должности: врид командира роты (май — июнь 1916 года), начальника пулеметной команды (сентябрь — октябрь 1916 года), (март — апрель 1917 года), командира роты (июнь — июль 1917 года), начальника пулеметной команды (июль — декабрь 1917 года). После Февральской революции 1917 года избран членом полкового комитета. В октябрьских событиях принимал участие, будучи в 57-м запасном полку в Твери, был одним из организаторов отрядов Красной гвардии. Последний чин в старой армии — штабс-капитан.
В Красной армии с апреля 1918 года участник Гражданской войны, в ходе которой занимал должности помощника командира и командира роты, командира батальона (апрель — август 1918 года), помощника командира 4-го Петроградского стрелкового полка (август 1918 — февраль 1919), врид командира и командира 92-го стрелкового полка (февраль — октябрь 1919). Будучи командиром 92-го стрелкового полка, в бою под м. Сеннен 24 апреля 1919 года, несмотря на превосходящую численность противника и угрозы обхода, угрозы потери артиллерии, когда полк стал отступать, не выдержав натиска противника, и потерял связь с соседними частями, своей находчивостью и энергией сумел быстро восстановить положение. Приказом Реввоенсовета Республики № 76 от 17 февраля 1919 года награждён орденом Красного Знамени. В конце 1919 года зачислен слушателем младшего курса Академии Генерального штаба.
После Гражданской войны на ответственных должностях в ВВС РККА. В 1921 году — врид начальника штаба отдельной Абхазской стрелковой бригады (июнь — июль), врид помощника начальника штаба (июль — сентябрь) и врид начальника штаба Наркомата по военным делам Абхазии (август — сентябрь). В 1922 году окончил Военную академию РККА. Прошел стажировку в войсках Украинского военного округа в должности помощника начальника штаба дивизии по оперативной части. В 1924 году прошел курс обучения при Высшей школе летчиков-наблюдателей и был назначен начальником штаба 2-й отдельной истребительной авиаэскадрильи. С января 1926 года — командир 5-й отдельной авиационной группы. 
С ноября 1926 года — начальник штаба 10-й авиабригады. С октября 1927 года — командир 12-й авиабригады. В декабре 1928 года откомандирован в распоряжение Военно-строительного управления РККА. Был направлен в Монино для строительства аэродрома и гарнизона. В посёлке Монино К. В. Маслов организовал раскорчёвку леса, строительство аэродрома и жилого городка для личного состава. От железнодорожной станции Щёлково был проложен ж/д путь в Монино. На аэродроме были построены две взлётно-посадочные полосы и инфрастурктура, жилые дома для личного состава. Гарнизон Монино был признан по показателям боевой подготовки и образцовому порядку одним из лучших в ВВС. С июня 1931 года — командир 17-й авиабригады в Монино. Некоторое время командовал 23-й тяжелобомбардировочной авиабригадой. В октябре 1933 г. зачислен слушателем оперативного факультета Военной академии имени М. В. Фрунзе. Ещё до окончания учёбы в 1934 года получил назначение на должность помощника командующего войсками Сибирского военного округа по авиации (командующий ВВС округа). Позже переведен на аналогичную должность в Забайкальский военный округ.
Арестован 13 января 1938 года. Военной коллегией Верховного суда СССР 4 июня 1938 года по обвинению в участии в военном заговоре приговорен к расстрелу. Приговор приведен в исполнение в тот же день. Определением Военной коллегии от 8 декабря 1956 года реабилитирован.

## Звания
- Комдив (1935)

## Награды
- Орден Красного Знамени (1920. Знак ордена № 1998)[2];
- Орден Знак Почета (1936)[2].

## Память
- В поселке Монино Московской области именем комдива и первого военного коменданта гарнизона названа улица.
- В поселке Монино Московской области на улице Маслова возле дома № 9 в 1967 году по решению начальника гарнизона Монино Маршала авиации С. А. Красовского установлен бюст-памятник.